# Waimakariri Falls
Die Waimakariri Falls sind ein Wasserfall im Arthur’s-Pass-Nationalpark in der Region Canterbury auf der Südinsel Neuseelands. Er liegt im Oberlauf des Waimakariri River südöstlich des 2010 m hohen Carrington Peak in den Neuseeländischen Alpen. Seine Fallhöhe beträgt rund 50 Meter.